# おやじの青春
『おやじの青春』（おやじのせいしゅん）は、四国放送が制作し、2012年10月7日より放送しているラジオ番組。

## 概要
番組内で「おやじ世代」の青春時代とされる昭和40年代から昭和60年代の曲を中心としたジャンルを問わない邦楽から、毎週1つのテーマに沿ってセレクトした楽曲をパーソナリティの解説とともに放送する番組。
オープニング曲は、放送開始時からビリーバンバンの『白いブランコ』インストゥルメンタルバージョンを使用している。

## パーソナリティ
すべて四国放送アナウンサー
- 宗我部英久（2024年10月 - ）

### 過去のパーソナリティ
- 遠藤彰良（放送開始 - 2015年11月）
- 池田賢（2015年12月 - 2016年9月）
- 遠藤貴巳（2016年10月 - 2024年9月）

## ネット局・放送時間
西日本放送と高知放送では、編成の都合などにより放送休止になる場合がある。
| 放送対象地域 | 放送局           | 系列    | 放送時間           | 注             |
| ------------ | ---------------- | ------- | ------------------ | -------------- |
| 徳島県       | 四国放送 (JRT)   | JRN/NRN | 土曜 16:30 - 17:30 | 制作局         |
| 香川県       | 西日本放送 (RNC) | JRN/NRN | 日曜 11:00 - 12:00 | 2015年4月5日 - |
| 高知県       | 高知放送 (RKC)   | JRN/NRN | 日曜 15:00 - 16:00 | 2015年4月5日 - |